# Ramariopsis novae-hibernica
Ramariopsis novae-hibernica är en svampart som beskrevs av Corner 1971. Ramariopsis novae-hibernica ingår i släktet Ramariopsis och familjen fingersvampar.   Inga underarter finns listade i Catalogue of Life.